# العمل هو العمل
العمل هو العمل (بالفرنسية: Les affaires sont les affaires)‏ هي كوميديا فرنسية من ثلاثة فصول، للروائي والكاتب المسرحي أوكتاف ميربو، وكان أول أداء لها في أبريل 1903 في المسرح الوطني الفرنسي بباريس وكذلك في أنحاء العالم كروسيا وألمانيا والولايات المتحدة.
وتمت ترجمتها إلى اللغة الإنجليزية من قبل سيدني جراندي وتم إنتاجها في لندن عام 1905.

## القصة
تروي القصة حياة «ايزيدور ليشا» رجل أعمال ساخر اختار لنفسه حياة مائعة، وذلك من خلال تحالفه مع رجال العصابات المالية واستغلاله طبقة الكادحين والرشوة من أجل الثراء. ويظهر الكاتب في هذه الكوميديا تواطأ السياسيين مع العصابات و استغلالهم الرشوة التي تحط من صورتهم السياسية، وذلك تحت مباركة الكنيسة الكاثوليكية في عهد الجمهورية الفرنسية الثالثة.

## وصلات خارجية
Octave Mirbeau, Les affaires sont les affaires (بالفرنسية) *
.Les affaires sont les affaires (بالفرنسية) *